# Парта

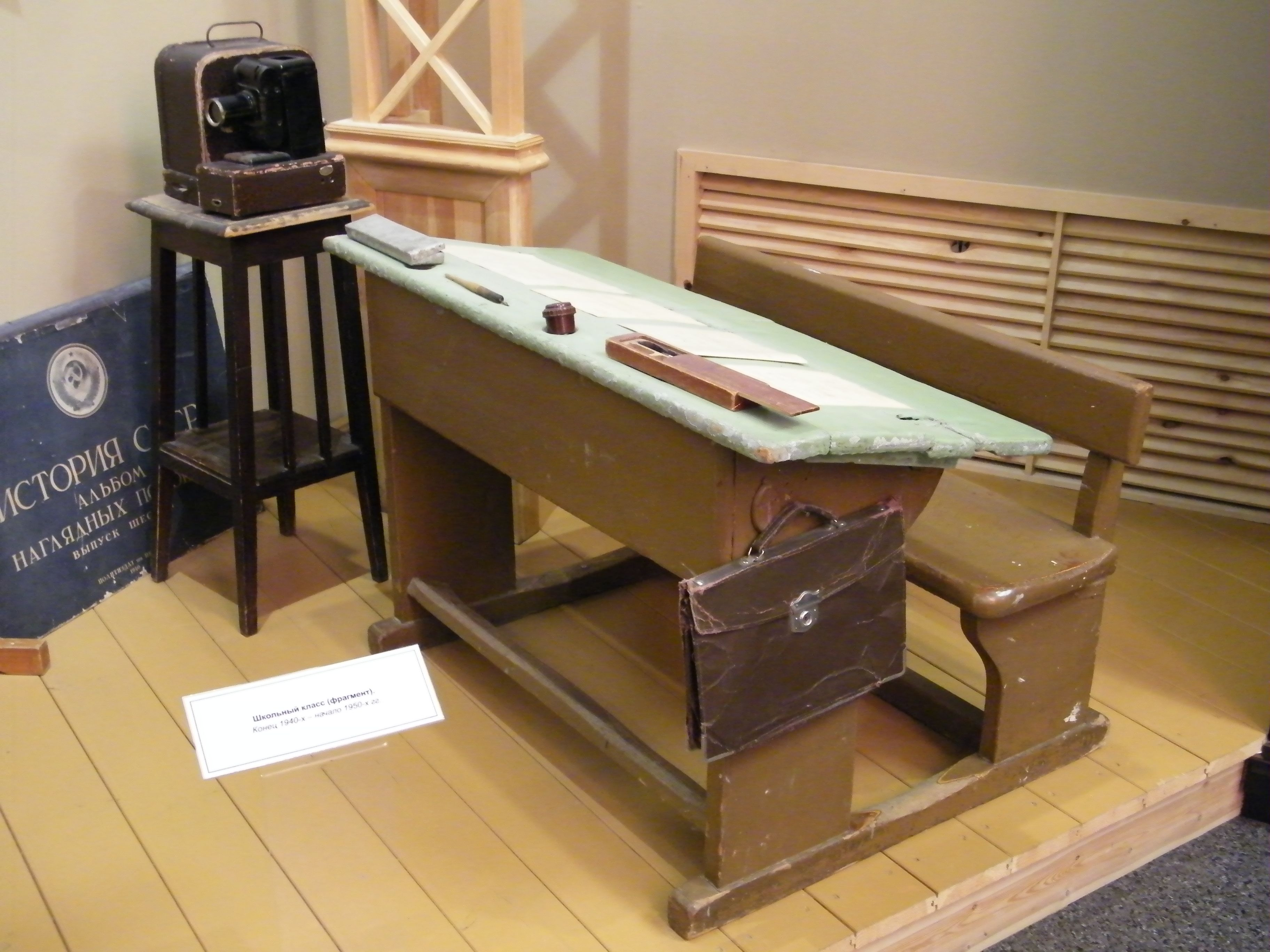
Шкільна парта 1940-1950-х років

Парта — предмет шкільних меблів, письмовий стіл об'єднаний з лавою, призначений для учнів системи середньої (іноді і дошкільної) освіти. Як правило, парта розрахована на розміщення двох учнів.
Згідно стандартів, шкільні парти поділяються на кілька типів, що відрізняються висотою стільниці, призначені для учнів різного віку і, відповідно, зростання.
У сучасних навчальних закладах парти замінюються учнівськими письмовими столами, комплектом робочих стільців з відповідною висотою сидіння, стільцем з підставкою для письма та інші.

## Історія
Шкільна парта Ерісмана була розроблена у 1870 році і близька до креслень Фарнера, опублікованих в Німеччині 5 років до того. Перший аналог таких меблів у вигляді поставця з'явився ще в епоху Відродження, потім він перетворився в конторку або секретер, а вже пізніше — у шкільну парту.
Російський гігієніст Федір Ерісман опублікував свою наукову працю «Вплив шкіл на походження короткозорості», вивчивши залежність появи очних і тілесних захворювань від неправильного положення учня за столом. І в підсумку він запропонував нові меблі. Правильно сконструйована шкільна парта Ерісмана створює сприятливі умови для письма, читання, малювання: вона була зроблена так, щоб текст в підручнику або зошиті можна було читати тільки під прямим кутом. Оскільки Ерісман довгий час займався лікуванням очних хвороб, він врахував і оптимальну відстань для читання — 30-40 сантиметрів. Сидячи за партою, сутулитися стало неможливо.
Парта Ерісмана була одномісною. Але пізніше засланий в уральське село за участь в революційному русі «Земля і воля» петербурзький студент Петро Коротков вдосконалив парту Ерісмана, зробивши її двомісною, додавши до неї відкидну кришку, щоб учням було зручніше вставати. Оскільки в сільських школах в учнів не було шафок, Коротков запропонував прикрутити до парт гачки для портфелів, а під стільницею зробити полицю для підручників. Він також встановив заглиблення для чорнильниць і два жолобка для пера і олівця.
За це Коротков отримав срібну медаль на Урало-Сибірській промисловій виставці 1887 року та диплом про винахід.
У царській Росії також була винайдена унікальна[джерело?] парта-трансформер, у якій змінювалася висота столу і кут нахилу стільниці. Раніше такі парти використовували лише в елітних школах через їх дорожнечу, але сьогодні[коли?] їх виробництво здешевлено.
З часом з'явилося багато нових конструкцій шкільної парти, нові технології її виготовлення, з новими гігієнічними вимогами, сучасними формами і матеріалами виготовлення. У шістдесяті роки винайшли парти у вигляді столів з окремими стільцями. У руслі розвитку техніки сьогодні безліч винаходів шкільних парт з вмонтованими комп'ютерами.

## Конструкція

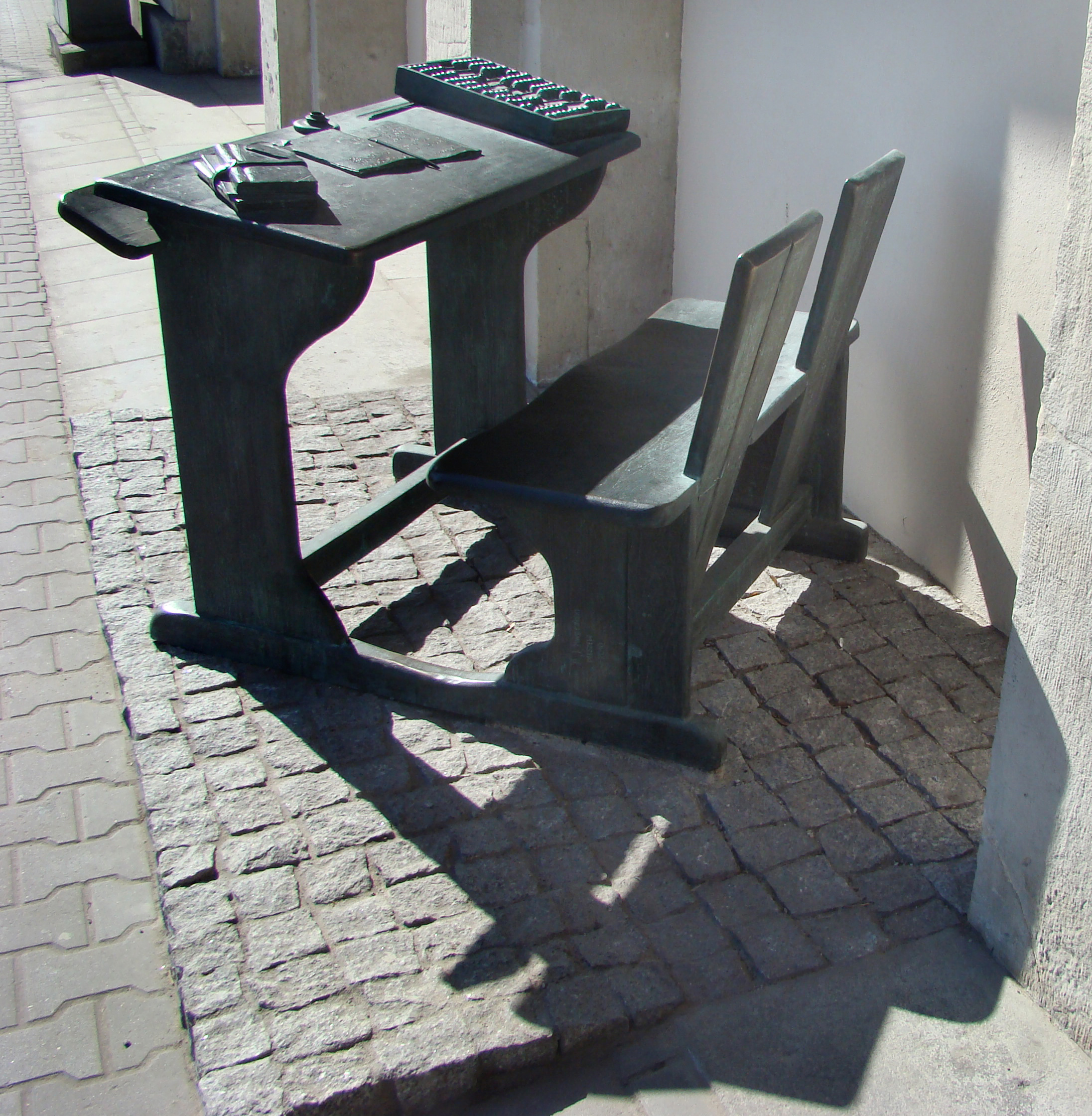
Пам'ятник шкільній парті у Варшаві, Польща

Висота сидіння лави повинна відповідати величині довжини гомілки від підколінної ямки до підошви плюс 2 см на товщину каблука. При правильній посадці нога в колінному суглобі зігнута під прямим кутом. Глибина сидіння повинна забезпечувати опору 2 / 3-3 / 4 стегна на сидінні.
Спинка парти виконується з одного або краще двох брусків, для попереково-крижової і підлопаткової опори.
Диференція — відстань по вертикалі від краю столу до площини сидіння — повинна дорівнювати відстані від ліктя (при опущеній та зігнутій в ліктьовому суглобі руки) до сидіння плюс 2 см. У нормі це 1 / 7- 1/8 частина зростання.
Дистанція лави — відстань по горизонталі між заднім краєм столу парти і переднім краєм сидіння — повинна бути негативною, щоб край лави заходив під край столу на 3-4 см.
Оптимальна довжина столу для різних розмірів парт коливається від 120 до 140 см. Кришка столу парти мала нахил 15 °, щоб при меншій напрузі зору створювалася хороша видимість.

### Принципи конструкції парт
- Конструкція парти дозволяє школяреві сидіти за нею в найзручнішій позі, що не перешкоджає нормальному розвиткові дитини.
- Парта не має гострих кутів, виступаючих частин кріпильних елементів, тому не заподіє ушкоджень дитині.
- Парта має просту і в той же час міцну конструкцію, тому дитині не складно нею користуватися, а дорослому — обслуговувати.
- Учень за шкільною партою не заважає своєму сусідові, він може вставати, відповідаючи під час уроку, не виходячи з-за парти.
- Конструкція шкільної парти дозволяє формувати правильну поставу, оскільки парта створена під пропорції дитини, за шкільною партою позиція з прямою поставою найменш втомлює і сприяє більшій працездатності школяра, зручна для письма і читання.
- Нахил кришки парти дозволяє бачити текст в книзі або зошиті під прямим кутом, що позитивно впливає на зір школяра. Крім того, конструкція парти передбачає максимально сприятливу відстань від очей учня до тексту в зошиті або книзі у 30-40 см.